# Jeff MacKay
Jeff MacKay, född 20 oktober 1948 i Dallas, Texas, död 22 augusti 2008, var en amerikansk skådespelare.
Jeff MacKay var främst känd för rollen som Mac i tv-serien Magnum P. I. Han var även med i andra tv-serier av Donald P. Bellisario som Airwolf och På heder och samvete. Han medverkade dock inte med i så många filmer.
Kusin till Robert Redford.

## Film och TV lista (i urval)
- 1984 – Airwolf
- 1980 – Magnum P. I.
- 1978 – "Battlestar Galactica"
- 1976 – Baa Baa, Black Sheep
- 1976 – Dr. Shrinker
- 1976 – Alla presidentens män
- 1974 – Hot Summer in Barefoot County